# Syconycteris carolinae
Syconycteris carolinae (Rozendaal, 1984) è un pipistrello appartenente alla famiglia degli Pteropodidi, endemico delle Isole Molucche settentrionali.

## Descrizione

### Dimensioni
Pipistrello di medie dimensioni con la lunghezza della testa e del corpo tra 83 e 97,8 mm, la lunghezza dell'avambraccio tra 55,6 e 61,6 mm e un peso fino a 47 g.

### Aspetto
Le parti dorsali sono marroni scure, più scure sulla testa e la nuca, mentre le parti ventrali sono grigie, con le punte dei singoli peli argentate, che donano alla pelliccia un aspetto brizzolato. Il muso è lungo ed affusolato, gli occhi sono grandi. Le membrane alari sono nere. La coda, l'uropatagio e il calcar sono ridotti.

## Biologia

### Alimentazione
La dieta di questa specie consiste principalmente in nettare e polline.

## Distribuzione e habitat
Questa specie è diffusa sulle isole di Halmahera e Bacan, nelle Isole Molucche settentrionali.
Vive nelle foreste secondarie e nei giardini. 

## Conservazione
La IUCN Red List, considerato l'areale ristretto e il continuo degrado del proprio habitat, classifica S. carolinae come specie vulnerabile (VU).